# Escut de la Llacuna
L'escut oficial de la Llacuna té la següent descripció:
| « | Escut caironat: d'or, un cérvol d'atzur contornat. Per timbre, una corona de baró. | » |

## Història
Va ser aprovat el 17 de gener de 1992 i publicat al Diari Oficial de la Generalitat de Catalunya el 29 de gener del mateix any.
La vila fou fundada al peu del castell de Vilademàger, centre d'una baronia encapçalada pels Cervelló al segle xiv. L'escut presenta la corona de baró i unes armes basades en les dels barons de Cervelló, amb la diferència que el cérvol d'aquests no és contornat com el de la Llacuna.